# György Szűcs
György Szűcs (Szombathely, 23 d'abril de 1912 - Budapest, 10 de desembre de 1991) fou un futbolista hongarès de la dècada de 1930 i posteriorment entrenador.

## Trajectòria
Jugà la major part de la seva carrera a l'Újpest FC. A més, fou internacional amb Hongria 25 cops, participant en els Mundials de 1934 i 1938. Com a entrenador dirigí els clubs Salgótarjáni BTC, SZEAC i Tatabányai Bányász.